# Renault Type CE

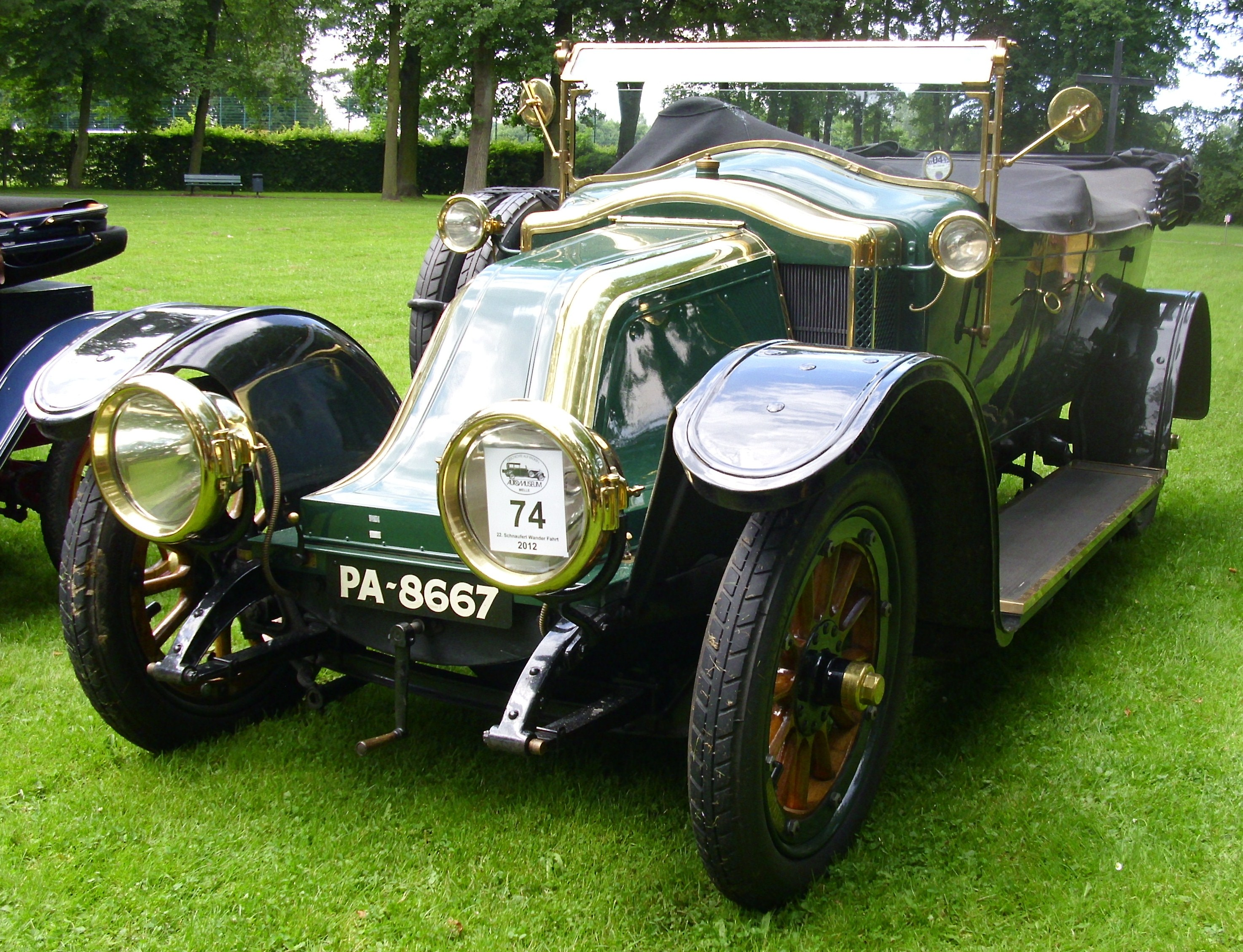
Renault Type CE Doppelphaeton (1912)

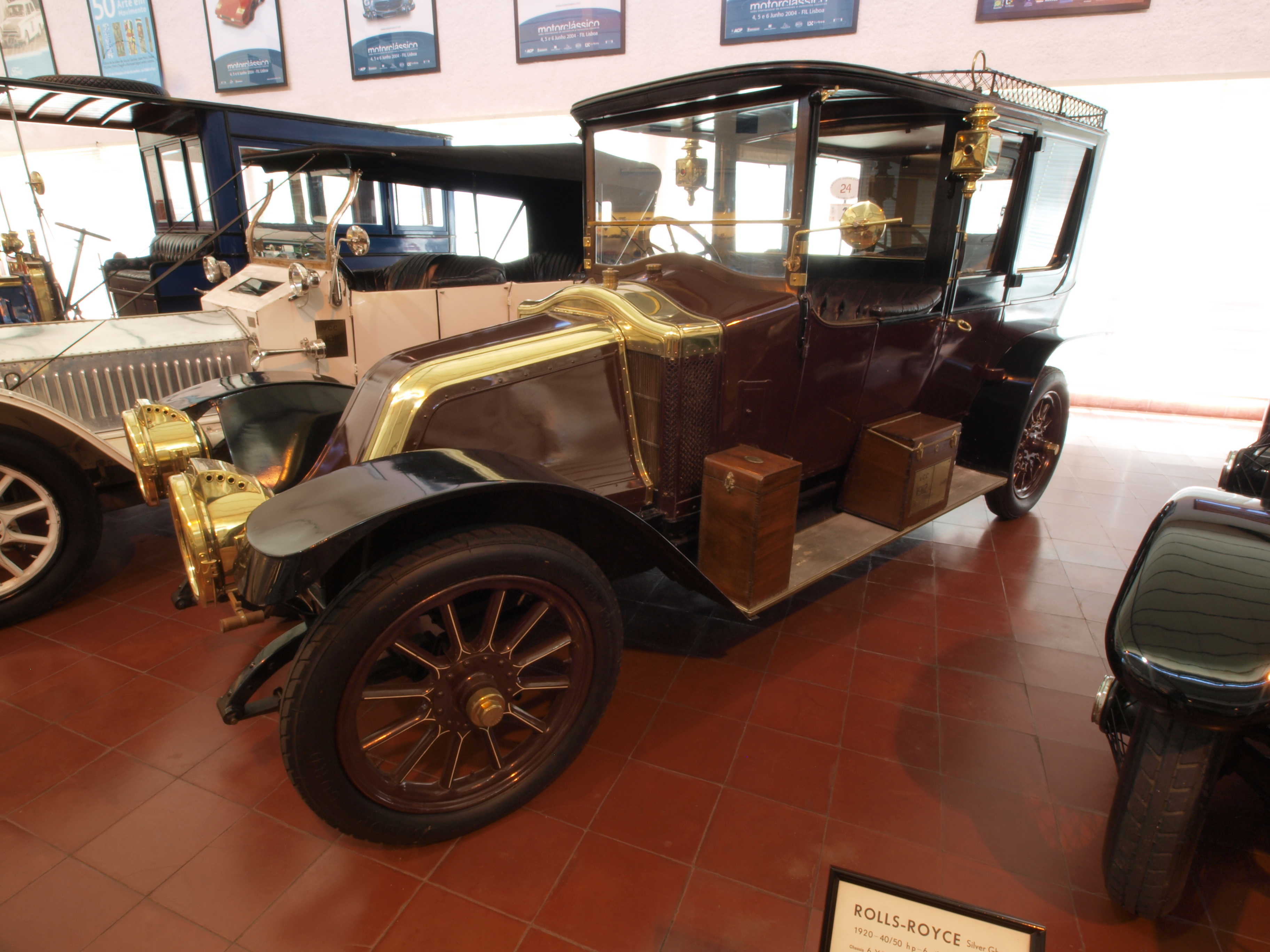
Renault Type CE Limousine (1912)

Der Renault Type CE war ein frühes Personenkraftwagenmodell von Renault. Er wurde auch 20 CV genannt.

## Beschreibung
Die nationale Zulassungsbehörde erteilte am 26. Dezember 1910 seine Zulassung. Der Vorgänger Renault Type BY war kürzer. Die Produktion lief bis 1912. Nachfolger wurde der Renault Type DP.
Ein wassergekühlter Vierzylindermotor mit 100 mm Bohrung und 160 mm Hub leistete aus 5026 cm³ Hubraum 23 PS. Wie bei so vielen Modellen des Modelljahres 1911 hatte Renault im Vergleich zum Vorjahresmodell den Hub um 20 mm erhöht. Die Motorleistung wurde über eine Kardanwelle an die Hinterachse geleitet. Die Höchstgeschwindigkeit war je nach Übersetzung mit 55 km/h bis 82 km/h angegeben.
Zwei verschieden lange Fahrgestell standen im Sortiment. Das kürzere hatte einen Radstand von 347,7 cm und eine Spurweite von 145 cm. Damit war das Fahrzeug 475 cm lang und 176 cm breit. Das längere mit 362,7 cm Radstand ermöglichte Karosserien von 490 cm Länge. Der Wendekreis war mit 13 bis 14 Metern angegeben. Das Fahrgestell wog 1150 kg, das Komplettfahrzeug 1900 kg. Zur Wahl standen Doppelphaeton, Tourenwagen und Limousine. Das Fahrgestell kostete 15.500 Franc.
Das Auktionshaus Christie’s versteigerte am 9. September 1995 einen Tourenwagen von 1912 mit dem britischen Kennzeichen PA 8667 für 36.700 Pfund. Dieses Fahrzeug wurde mehrfach auf Oldtimerfahrten in Deutschland eingesetzt. Der amerikanische Oldtimerhändler Hyman Ltd. bot dieses Fahrzeug 2013 auf der Techno-Classica zum Verkauf an.
Bonhams versteigerte am 3. September 2004 eine Limousine von 1912 für 71.230 Euro. H&H Auctions versteigerte dasselbe Fahrzeug am 21. September 2011 für 82.500 Pfund.